# سیلویا متیوس بارول
سیلویا متیوس بارول (انگلیسی: Sylvia Mathews Burwell؛ زادهٔ ۲۳ ژوئن ۱۹۶۵) سیاست‌مدار اهل ایالات متحده آمریکا است که از ۹ ژوئن ۲۰۱۴ تا ۲۰ ژانویه ۲۰۱۷ در کابینه باراک اوباما وزیر بهداشت و خدمات انسانی ایالات متحده آمریکا بود.